# Alex Dunne
Alexander (Alex) Dunne (Offaly, 11 november 2005) is een Iers autocoureur. In 2022 won hij de titel in het Brits Formule 4-kampioenschap. Sinds 2024 maakt hij deel uit van het McLaren Driver Development Programme, het opleidingsprogramma van het Formule 1-team McLaren.

## Carrière

### Karting
Dunne begon zijn autosportcarrière in het karting op achtjarige leeftijd. In 2015 ging hij in nationale races rijden en won hij diverse kampioenschappen. Ook reed hij dat jaar voor het eerst buiten Ierland. Tussen 2018 en 2020 nam hij deel aan Europese kartkampioenschappen, met als hoogtepunt de titel in de OKJ-klasse van de WSK Champions Cup in 2019.

### Formule 4
In 2021 stapte Dunne over naar het formuleracing en kwam hij uit in het Spaans Formule 4-kampioenschap voor Pinnacle Motorsport. Hij begon het seizoen op het Circuit de Spa-Francorchamps met een pole position en een derde plaats in de eerste race. Na slechts drie raceweekenden verliet hij het team en het kampioenschap, waardoor hij met 30 punten zestiende in de eindstand werd. Vervolgens stapte hij over naar het ADAC Formule 4-kampioenschap, waarin hij in drie van de zes raceweekenden voor US Racing reed. In zijn eerste weekend op de Hockenheimring Baden-Württemberg behaalde hij direct twee podiumfinishes, voordat hij in het volgende weekend op hetzelfde circuit tweemaal vanaf pole position startte. Met 76 punten werd hij achtste in het klassement.
In 2022 begon Dunne het seizoen in het Formule 4-kampioenschap van de Verenigde Arabische Emiraten, waarin hij voor Hitech Grand Prix uitkwam. Hij behaalde twee zeges op het Dubai Autodrome en het Yas Marina Circuit en stond daarnaast nog twee keer op het podium. Met 168 punten werd hij zesde in de eindstand. Vervolgens reed hij een dubbel programma in zowel het Brits als het Italiaans Formule 4-kampioenschap. In Groot-Brittannië reed hij voor Hitech en behaalde hij elf overwinningen: vier op het Thruxton Circuit, twee op Donington Park en het Snetterton Motor Racing Circuit en een op zowel Brands Hatch, het Oulton Park Circuit en het Croft Circuit. Daarnaast stond hij nog zes keer op het podium. Met 412 punten werd hij overtuigend kampioen in de klasse. In het Italiaans kampioenschap reed hij voor US Racing en behaalde hij drie zeges, twee op de Red Bull Ring en een op het Autodromo Internazionale Enzo e Dino Ferrari. Met acht andere podiumfinishes en 258 punten werd hij achter Andrea Kimi Antonelli tweede in de eindstand.

### GB3
In 2023 zou Dunne het seizoen beginnen in het Formula Regional Middle East Championship bij Hitech, maar hij startte geen enkele race. In de rest van het jaar kwam hij uit in het GB3 Championship, waarin hij zijn samenwerking met Hitech voortzette. Hij behaalde vijf overwinningen: twee op zowel Spa-Francorchamps als het Circuit Zandvoort en een op Donington Park. In de rest van het seizoen stond hij nog twee keer op het podium. Gedurende het hele seizoen was hij met Callum Voisin en Joseph Loake in gevecht om de titel. Uiteindelijk werd hij met 466 punten achter Voisin tweede in het kampioenschap.

### Formule 3
Aan het eind van 2023 maakte Dunne zijn Formule 3-debuut in de Grand Prix van Macau voor Hitech. Hij kwalificeerde zich als zesde en eindigde in de kwalificatierace als tweede. Hij kwam in de hoofdrace niet aan de finish nadat hij in de eerste bocht van de race crashte.
In 2024 debuteerde Dunne in het FIA Formule 3-kampioenschap bij MP Motorsport. Dat jaar werd hij tevens opgenomen in het McLaren Driver Development Programme, het opleidingsprogramma van het Formule 1-team McLaren. Hij behaalde twee podiumplaatsen op het Circuit de Barcelona-Catalunya en het Autodromo Nazionale Monza en werd met 50 punten veertiende in de eindstand. Aan het eind van het jaar keerde hij terug naar de Grand Prix van Macau, ditmaal gehouden volgens de Formule Regional-reglementen, en werd hier voor SJM Theodore Prema Racing zesde.

### Formule 2
In 2025 maakt Dunne de overstap naar de Formule 2, waarin hij uitkomt voor het team Rodin Motorsport.

### Formule 1
Alex Dunne zal voor het eerst in een Formule 1-wagen rijden van McLaren (als vervanger van Lando Norris) op 27 juni 2025 tijdens de eerste vrije training van de Grand Prix van Oostenrijk.